# Никитин, Алексей Алексеевич
Алексе́й Алексе́евич Ники́тин (род. 3 июня 1936, Москва, СССР) — советский и российский геофизик, доктор физико-математических наук (1977), профессор МГУ и МГРИ, заслуженный деятель науки РФ (1998), академик РАЕН, автор более 200 научных работ, в том числе 7 учебников и 7 монографий, главный редактор журнала «Геофизика». Круг научных интересов: статистические методы обработки и комплексного анализа геофизических данных.

## Биография
Родился в Москве 3 июня 1936 года. Окончил Московский геологоразведочный институт (1960) и механико-математический факультет МГУ (1966). В 1959 году в составе группы студентов-дипломников, возглавляемой Тарховым А. Г., участвовал в проведении первых комплексных геофизических исследований на кимберлитовых трубках Удачная и Зарница в Якутии. В 1960 году вышла статья по этим 
исследованиям в журнале «Известия высших учебных заведений. Геология и разведка». В 1960—1964 годах оператор сейсморазведочной станции, с 1964 года — начальник тематической сейсмической партии по прямым поискам залежей углеводородов ВНИИГеофизика. С 1979 года работает в МГРИ профессором, заведующим кафедрой ядерно-радиометрических методов и геофизической информатики, деканом геофизического факультета (1978—1985).
С 1999 года по совместительству — профессор кафедры геофизических методов исследования земной коры геологического факультета МГУ. Читал курсы «Теоретические основы обработки геофизических сигналов» (1998—2014), «Комплексирование геофизических методов» (с 2003), «Комплексный анализ и интерпретация геолого-геофизических данных» (с 2014), «Системный анализ природопользования» (с 2014).
Тема кандидатской диссертации (1968) — Статистическое обнаружение слабых геофизических аномалий на фоне случайных помех, тема докторской диссертации (1977) — Статистические методы выделения геофизических аномалий и их комплексной интерпретации.

## Труды
- Статистические методы выделения геофизических аномалий [Текст]. — Москва : Недра, 1979. — 280 с. : ил.; 21 см.
- Теоретические основы обработки геофизической информации : [Учеб. для вузов по спец. "Геофизические методы поисков и разведки месторождений полез. ископаемых] / А. А. Никитин. — М. : Недра, 1986. — 341,[1] с. : ил.; 22 см. — (Высш. образование).
- Основы теории спектров атомов и ионов / А. А. Никитин, З. Б. Рудзикас. — М. : Наука, 1983. — 320 с. : ил.; 22 см;
- Теоретические основы обработки геофизической информации [Текст] : учебное пособие для студентов высших учебных заведений, обучающихся по специальности 130201 «Геофизические методы поисков и разведки месторождений полезных ископаемых» / А. А. Никитин, А. В. Петров ; Федеральное агентство по образованию РФ, Российский гос. геологоразведочный ун-т им. Серго Орджоникидзе. — 3-е изд., доп. — Москва : ВНИИгеосистем, 2013. — 117 с. : ил.; 26 см; ISBN 978-5-8481-0140-9
- Комплексный анализ и комплексная интерпретация геофизических полей [Текст] : учебное пособие : для студентов и магистров МГУ, МГРИ-РГГРУ, обучающихся по специальностям «Геофизика» и «Технология геологической разведки» / А. А. Никитин, А. А. Булычев ; Московский гос. ун-т им. М. В. Ломоносова, Российский гос. геологоразведочный ун-т им. Серго Орджоникидзе. — Москва : ВНИИгеосистем, 2015. — 93 с., : ил., табл., цв. ил.; 25 см; ISBN 978-5-8481-0205-5 :

Статьи
- Черемисина Е. Н., Никитин А. А. Геоинформационные системы в природопользовании // Геоинформатика. — 2006. — № 3. — С. 5—20. — ISSN 1609-364X.
- Никитин А. А. Комплексная интерпретация геофизических полей при изучении глубинного строения Земли // Геофизика. — 1997. — № 4. — С. 3—12. — ISSN 1681-4568.
- Никитин А. А. Детерминированность и вероятность в обработке и интерпретации геофизических данных // Геофизика. — 2004. — № 3. — С. 10—15. — ISSN 1681-4568.
- Никитин А. А., Петров А. В. Основные процедуры обработки и интерпретации нестационарных геофизических полей // Геофизика. — 2007. — № 3. — С. 63—70. — ISSN 1681-4568.
- Липилин А. В., Никитин А. А., Черемисина Е. Н. Проблемы комплексной интерпретации геофизических данных по региональным профилям и пути их решения // Геофизика. — 2002. — № 4. — С. 3—6. — ISSN 1681-4568.
- Черемисина Е. Н., Никитин А. А. Системный анализ процесса физико-геологического моделирования на основе геоинформационных систем // Геоинформатика. — 2012. — № 4. — С. 1—7. — ISSN 1609-364X.
- Петров А. В., Никитин А. А. Классификация комплексных геополей на однородные области // Известия высших учебных заведений. Геология и разведка. — 1990. — № 3. — С. 33—41.
- Петров А. В., Никитин А. А. Многомерные аналоги способов обратных вероятностей и самонастраивающейся фильтрации // Известия высших учебных заведений. Геология и разведка. — 1989. — № 2. — С. 82—86.
- Варламов А. С., Михайлов И. Н., Никитин А. А., Пучков Е. П., Тархов А. Г. Некоторые особенности методики обработки результатов геофизических исследований при прямых поисках алмазов в Якутской АССР // Известия высших учебных заведений. Геология и разведка. — 1960. — № 12. — С. 88—97.

## Награды и премии
- За заслуги в научной деятельности присвоено почётное звание «Заслуженный деятель науки Российской Федерации» (1998)[6].
- Медаль «За трудовую доблесть» (1981).
- Медаль «Ветеран труда».
- Почётная грамота МинВУЗа РСФСР (1986).
- Нагрудный знак «Отличник разведки недр» (2011).
- Почётное звание «Почётный работник высшего профессионального образования Российской Федерации» (2014).
- Памятная медаль «100 лет Великой Октябрьской социалистической революции» (2017).